# Jackpot (Chingy-album)
A Jackpot az amerikai rapper Chingy debütáló stúdióalbuma. Az album az Egyesült Államokban dupla platinalemez lett. 

## Dalok
1. Jackpot Intro (0:22)
2. He's Herre
3. Represent (feat. Tity Boi & I-20)
4. Right Thurr
5. Jackpot The Pimp (Skit)
6. Wurrs My Cash
7. Chingy Jackpot
8. Sample Dat Ass (feat. Murphy Lee)
9. One Call Away (feat. J-Weav)
10. Dice Game (Skit)
11. Gettin' It
12. Holidae In (feat. Ludacris & Snoop Dogg)
13. Juice
14. Fuck Dat Nigga (Skit)
15. Madd @ Me
16. Bagg Up
17. Right Thurr (Remix)